# Valparaiso University
Die Valparaiso University (Valpo) ist eine private Universität im amerikanischen Bundesstaat Indiana. Sie wurde 1859 gegründet; seit 1925 ist sie eine lutherische Universität. Heute gibt es sieben Fakultäten: das College of Arts and Sciences, das College of Business Administration, das College of Engineering, das College of Nursing, Christ College, die School of Law und die Graduate Studies.

## Ort
Die Universität liegt eine Autostunde von Chicago entfernt in der Metropolregion Chicago. Der Campus liegt auch neben dem U.S. Highway 30, der durch den südlichen Teil der Stadt Valparaiso führt.

## Historisches
Die Hochschule wurde 1859 von Methodisten gegründet und zählt zu den Pionieren der Koedukation. Als Folge des Sezessionskrieges (1861 bis 1865) musste sie 1871 schließen, wurde aber 1873 als Nordindiana-Normalschule wieder geöffnet. 1900 wurde sie zum Valparaiso College und 1906 zur Valparaiso-Universität. Nach dem Ersten Weltkrieg kam sie in finanzielle Schwierigkeiten; sie wurde 1925 von Lutheranern gekauft. Zu den bisherigen Präsidenten der Universität zählen Albert G. Huegli (1968–1978), Robert V. Schnabel (1978–1988), Alan F. Harre (1988–2008), Mark A. Heckler (2008–2020), und Colette Irwin-Knott (interim 2020–2021).

## Old Campus
Der Old Campus ist Teil der Altstadt von Valparaiso. Beim Old Campus findet man die School of Law, die Fraternities, das Martin Luther King Kulturzentrum und das Kade-Duesenberg German House.

## New Campus
Am Anfang der 1950er begann die Universität Land zu bebauen, das östlich des Old Campus lag. Heute findet man auf dem New Campus die meisten und zugleich auch die wichtigsten Gebäude der Universität. In der Mitte liegt die Chapel of the Resurrection (Kirche der Auferstehung). Sie wurde 1959 erbaut und ist mit 30 Metern das höchste Gebäude in der Stadt. In der Nähe stehen auch das Neils Science Center, die Christopher Center Library (die Unibibliothek), das Valparaiso University Center for the Arts (VUCA), das Brauer-Kunstmuseum und das Harre Union. In diesem Teil der Uni stehen auch neun Studentenwohnheime und vier andere Gebäude mit Klassenzimmern und Hörsälen.

## Zahlen zu den Studierenden, den Dozenten und zum Vermögen
Im Herbst 2020 waren 3.122 Studierende an der Valparaiso University eingeschrieben. Davon strebten 2.723 (87,2 %) ihren ersten Studienabschluss an, sie waren also undergraduates. Von diesen waren 56 % weiblich und 44 % männlich; 2 % bezeichneten sich als asiatisch, 6 % als schwarz/afroamerikanisch, 11 % als Hispanic/Latino und 72 % als weiß. 399 (12,8 %) arbeiteten auf einen weiteren Abschluss hin, sie waren graduates. Es lehrten 338 Dozenten an der Universität, davon 242 in Vollzeit und 96 in Teilzeit.
Im Herbstsemester 2010 waren 4.061 Studenten immatrikuliert.
Der Wert des Stiftungsvermögens der Universität lag 2021 bei 350,6 Mio. US-Dollar und damit um 37,9 % höher als der Wert von 254,3 Mio. US-Dollar im Jahr 2020.

## Sport
Die Sportteams der Universität tragen den Namen Valparaiso Beacons, und ihre Farben sind braun-gold. Valparaiso ist Mitglied der Missouri Valley Conference. Die Football-Mannschaft spielt in der Pioneer Football League.
Die Universität kündigte am 11. Februar 2021 an, den früheren Spitznamen Crusaders (deutsch: „Kreuzfahrer“) aufgrund negativer historischer Konnotationen und Verwendung durch bestimmte Hassgruppen fallen zu lassen. Der neue Spitzname Beacons  (deutsch: „Leuchtfeuer“) wurde am 10. August 2021 bekannt gegeben.

## Berühmte Absolventen
- Beulah Bondi (1888–1981), amerikanische Schauspielerin
- Michail Markowitsch Borodin (1884–1951), russischer Revolutionär
- Chris Ensminger (* 1973), amerikanischer Basketballspieler
- Urule Igbavboa (* 1987), deutscher Basketballspieler
- Žan Avgustovič Miller (Janis Šepte), (1880–1938), russischer Revolutionär lettischer Herkunft
- George W. Norris (1861–1944), amerikanischer Politiker
- Dewey Scanlon (1899–1944), amerikanischer American-Football-Trainer
- Jon Steinbrecher, Commissioner der Mid-American Conference seit 2009